# Амапала
Амапала (исп. Amapala) — муниципалитет в составе департамента Валье. Находится на юго-западе Гондураса. Порт.
Расположен на северном берегу Исла-де-Тигре (остров Эль-Тигре) в заливе Фонсека в восточной части Тихого океана. Это главный тихоокеанский порт Гондураса, обслуживающий как прибрежную, так и внешнюю торговлю. Находится в активной сейсмической зоне, на побережье острова часто происходят землетрясения.
Находится на высоте 85 м. Поверхность — 80,70 км².
Население на 2020 г. составляло 2427 жителей. Плотность - 164,8 чел./ км²
Был основан в 1869 году. В 1876 году Амапала была столицей Гондураса. В 1895 году — столицей Великой Республики Центральной Америки.
Название происходит от слов «ама» (кукуруза) и «палха» (холм) местного диалекта, что означает «Кукурузный холм».
Название острова, на котором расположен город Амапала, связано с тем, что в XVI веке на острове действовала группа пиратов под командованием  Фрэнсиса Дрейка, который и его люди считались местными жителями дикими и кровожадными зверьми, поэтому они назвали остров «Серро-дель-Тигре».
Прибрежные болота изобилуют дикими утками, а в тихоокеанских водах залива ведется глубоководная рыбалка.
Уроженцем Амапала был Рафаэль Лопес Гутьеррес, президент Гондураса (1920-1924).
- Дом на площади
- Общий вид Амапала. 1907 г.
- Порт Амапала